# Douban.com
Douban.com (豆瓣, Dòubàn) est un réseau social chinois lancé le 6 mars 2005.
En 2013, il comptait 200 millions d'utilisateurs inscrits.
Tous les contenus postés sur le site sont vérifiés pour être conformes aux exigences de la censure chinoise.